# Eddy Lover
Eduardo Enrique Mosquera Salcedo (Ciudad de Panamá; 16 de marzo de 1985), más conocido como Eddy Lover, es un  cantautor panameño de reguetón, pop latino, Plena Panameña y Romantic Style.

## Historia
Desde muy niño soñaba con ser cantante, acostumbraba a reunirse con sus amigos e interpretar temas, haciendo los instrumentales con las manos, sin embargo, siempre tuvo presente que su meta era convertirse en un ídolo de la voz romántica. A los 12 años comenzó a tocar puertas en las diferentes emisoras de radio de Panamá y aunque no contaba con el apoyo de sus padres, tenía la firme esperanza de que alguien creyera en su talento y le daría la oportunidad de lograr su sueño. Sus primeros pasos musicales los dio al cumplir 14 años, cuando el productor panameño Diblasio le dio la oportunidad de grabar su primera canción titulada “Lloro”, tema el cual fue un trampolín para que Eddy comenzara a trabajar arduamente en su carrera musical.
En el año 2003 se consagró aún más al participar en la producción “Ultimátum” y ser el cantautor del éxito “Déjame Morir” canción que ocupó importantes posiciones no solamente en Panamá, sino también en varios países de Centroamérica.

## Producciones

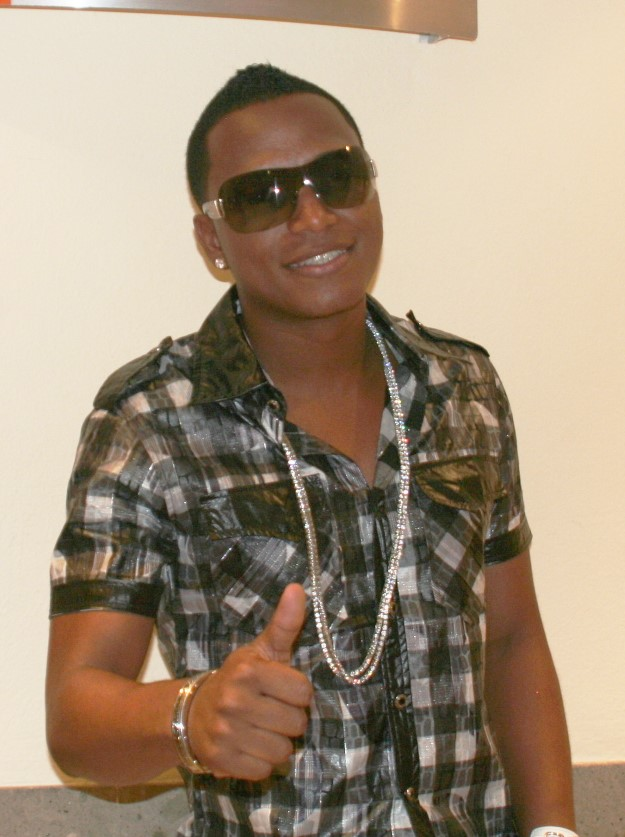
en Televisa San Ángel mientras Eddy Lover promocionaba "No he dejado de extrañarte".

En el año 2004 participa en un sinfín de producciones nacionales como Reggae Manía vol. 1, Expedientes 4, Criptonita vol. 2, Súper Galleta vol. II. entre otros gracias a que contaba en ese momento con el apoyo de uno de los productores musicales más reconocidos de Panamá Predikador.
En el año 2006, logra su primer gran objetivo musical, la firma con la empresa “Panamá Music” dónde llega a tener participación en las producciones de varios artistas de dicha empresa. Logra grandes éxitos en su carrera como: “Ya tu no vales la pena” e indiscutiblemente el éxito junto a La Factoría llamado “Perdóname”.
Debuta como artista de la empresa Panamá Music Corp en el disco “La Conquista” dónde también grabaron sus otros compañeros de la empresa, más tarde graba su primer disco como solista llamado “Perdóname” y luego “New Age” bajo el sello de Panamá Music y Universal Machete.

## Éxito
Eddy llega a posicionarse en uno de los listados más importantes de la música de la revista Billboard ocupando la posición # 2 en el listado urbano y en # 15 en el listado latino. Luego el tema “Perdóname” llega a territorio Mexicano ocupando rápidamente la posición # 1, además llega a obtener un disco de platino por más de cien mil descargas en ringtone.
Eddy Lover sin duda llegó a cumplir su más anhelado sueño llegando a Centro y Sur América, sin dejar de mencionar su visita a Francia donde ha llegado a realizar apoteósicos conciertos.

## Factory Corp.
En el 2011 termina su contrato en la empresa “Panamá Music” y decide trabajar de lleno nuevamente con el productor panameño Predikador en conjunto con la empresa Factory Corp. 
En el año 2014 Eddy Lover logra disco de oro en España, por llegar a superar 4 millones de reproducciones con el tema “Rueda, rueda”.
En el año 2015 Eddy estrena su tema “Mejor sin mi” bajo la producción de Noize , “El nuevo sonido” muy reconocido a nivel internacional por sus trabajos con artistas como Arcángel, De La Ghetto, entre otros. Este tema llegó a sonar en diferentes emisoras de Estados Unidos.
En el 2016 Eddy Lover estrena el tema “Todo o nada” que llega al puesto número 13 del Chart Tropical del Billboard y su video fue grabado en New Orleans, bajo la dirección de Gustavo Camacho. 
Eddy lanzó su trabajo musical que lleva por nombre “De ti ni de nadie”, el cual se convirtió en número 1 en descargas en todas las plataformas digitales.

## Actualidad
Eddy Lover continúa aprovechando el impulso tras su participación en la canción “Dile Luna” del álbum Tropiqueta de Karol G. En sus redes sociales, compartió su entusiasmo y gratitud por la experiencia:
“Colombia y Panamá QUE ALEGRÍA!! Que Palooooooo!!! DILE LUNAAA” 
Además, Karol G ha mencionado en entrevistas cómo surgió la conexión con Eddy, destacando que trabajaron con química y profesionalismo.
El cantante panameño Eddy Lover reveló cómo nació su colaboración con Karol G en el tema "Dile Luna", parte del nuevo álbum de la superestrella colombiana, Tropiqueta.
“Despierto un día y veo un mensaje en mi Instagram del reconocido compositor Édgar Barrera, preguntándome si tenía disponibilidad para viajar. Me dijo que era para un proyecto, pero no podía darme muchos detalles”, compartió Eddy Lover.
Ya en Miami, descubrió que el proyecto era nada menos que una colaboración con Carolina Giraldo. “Una bendición demasiado grande. Tuve una química muy positiva con ella en el estudio. Es una mujer que acababa de terminar una gira y ya estaba ahí, componiendo y grabando conmigo. De verdad que es de admirar”, expresó con emoción.
El artista panameño destacó lo mucho que aprendió de la experiencia y resaltó la humildad y el profesionalismo de Karol G.

## Discografía
Álbumes de estudio
- 2008: Perdóname
- 2011: New Age
- 2015: Flow Lover

## Canciones
- 24 7 (Feat. Joey Montana)
- Amor bonito
- Amor del Bueno (Feat. Joey Montana)
- Baby cuéntale
- Baby si tu (Remix) (Feat. Farruko, Ken Y, Flex y Sech)
- Baja pantalones (Feat. Aldo Ranks, Jr. Ranks y Mach and Daddy)
- Chica Relax
- Dale un pull up (Feat. Real Phantom, Joey Montana, Mr. Fox y Martin Machore)
- De ti ni de nadie (Feat. Kemzo)
- Dime  - En exceso (Feat. Real Phantom)
- En silencio  - En silencio (Remix) (Feat. Joey Montana, Flex, El Roockie, Martin Machore y Mr. Phillips)
- En silencio (Remix) (Feat. Pipe Calderón y Tico El Inmigrante)
- Es imposible
- Ghetto serenata (Remix) (Feat. El Tachi, El Roockie, Original Fat y Smoky)
- Gistro mojao (Feat. Akim)
- Gitana (Feat. Jr Ranks)
- Ilusion
- Intentalo
- La banana (Feat. Aldo Ranks, Makano, Niko King, Monthy y Joshua)
- La noche me llama (Remix) (Feat. Anonimus)
- Luna
- Más allá del sol
- Me enamoré
- Me voy
- Me voy muy lejos
- Mejor sin mí
- No es tan fácil
- No es un secreto
- No hay nada
- No he dejado de extrañarte
- No puedo contestar
- No quise hacerte daño
- No vuelvas
- Pareja imaginaria (Feat. Kemzo)
- Pareja imaginaria (Remix) (Feat. Kemzo, Kafu Banton y Aldo Ranks)
- Perdóname (Feat. La Factoría)
- Por un beso (Feat. Jr. Ranks)
- Que se vaya (Feat. Monthy)
- Quiero hacerte el amor
- Rueda rueda
- Se acabó el amor (Remix) (Feat. J Álvarez)
- Sigo chill (Feat. Kemzo)
- Sigues ahí
- Solo se quererte
- Todo o nada
- Vete
- Inténtalo
- El amor se gana
- No es un secreto
- Ya tu no vales la pena
- Perdonamé (Feat. La Factoria, Farruko)
- Tiempo
- Más nah
- Dile Luna (Feat Karol G).